# Angiodisplasia
Angiodisplasia é uma malformação dos vasos sanguíneos do tubo digestivo. Com os espasmos os vasos se tornam largos, com paredes finas e frágeis. Cerca de 80% das angiodisplasias afetam o intestino grosso, principalmente ceco (37%), cólon ascendente (17%), cólon sigmoide (18%) e reto (14%). É uma das causas mais comuns de hemorragia digestiva recorrente e anemia ferropriva. São mais comuns em idosos.

## Causas
As teorias mais aceitas inferem que são alterações degenerativas dos pequenos vasos sanguíneos associadas ao envelhecimento e a baixa oxigenação local por muitos anos associada a doenças cardíacas, vasculares, renais ou pulmonares. Em alguns casos, o tratamento da doença cardiovascular ou pulmonar primária reduziu o sangramento por angiodisplasia.

## Sinais e sintomas
A debilidade dos vasos pode existir por vários anos sem sintomas. Quando os vasos rompem podem causar sangramentos frequentes que geralmente desaparecem espontaneamente (90% dos casos), mas depois voltam a sangrar (25% voltam a sangrar em menos de 1 anos e 46% voltam a sangrar em menos de 3 anos). A hemorragia digestiva causa. A hemorragia digestiva causa:
- Fezes negras e fétidas (se o sangramento é no duodeno, estômago ou esôfago)
- Fezes com sangue vermelha (se o sangramento é no reto, intestino grosso ou delgado)
- Fraqueza, cansaço, palidez e falta de ar (depois de vários dias sangrando, por anemia)

## Diagnóstico
A suspeita quase sempre começa com um exame de fezes que detecta sangue visível ou oculta. Um hemograma pode verificar se resultou em anemia. O diagnóstico de angiodisplasia é geralmente realizado por endoscopia na modalidade esofagogastroduodenoscopia (EGD), enteroscopia ou colonoscopia. As lesões são notoriamente difíceis de encontrar com uma angiografia, se não estiverem sangrando ativamente. Outra alternativa é cintilografia do tubo digestivo.

## Tratamento
Em caso de hemorragia prolongada pode ser necessário internação hospitalar para repor líquidos intravenosamente com soro fisiológico ou produtos sanguíneos. Reposição de íons, ferro e vitaminas também pode ser necessária. O cólon será então preparado para ser examinado várias horas depois. Um cateter intravenoso (angiografia) pode ajudar a bloquear o vaso sanguíneo que está sangrando examinando e administrando medicamentos para contrair os vasos e prevenir sangramento. Medicamentos como talidomida e estrógeno podem reduzir o sangramento.
Quando a hemorragia é grande e recorrente, e outros tratamentos não resolvem, pode-se queimar o local do sangramento com calor ou laser (cauterização) usando um colonoscópio ou pode ser necessário uma cirurgia para remover a parte do cólon afetada (hemicolectomia).